# Autostrada A28 (Belgia)
Autostrada A28 este o autostradă belgiană, porțiune a E411, situată în sudul provinciei Luxemburg. Deservește aglomerația transfrontalieră a polului european de dezvoltare, care numără aproximativ 150.000 de locuitori în jurul triplului punct de frontieră Belgia-Franța-Luxemburg.
A fost creată la sfârșitul anilor 1970, dar au fost finalizați doar 3 km din cei 14 km prevăzuți inițial. Proiectul rămâne totuși în planul sectorial „Sud-Luxembourg” al Regiunii Valone, în lista proiectelor Sofico și pe harta rețelelor transeuropene de transport ca „verigă lipsă” așteptând fonduri europene și regionale.
Conectează frontiera franceză (unde devine RN 52 spre Longwy, apoi A30 spre Metz) cu autostrada A4 la nivelul Arlonului, care merge, într-o direcție, spre Bruxelles și în cealaltă spre Luxemburg. În așteptarea lucrărilor, conexiunea cu A4 este asigurată în prezent prin intermediul naționalei 81 între Messancy și Weyler (Arlon).

## Istorie

### Context
Construcția autostrăzii A28 se înscrie în cadrul proiectului de drumuri europene și, mai precis, al E411, care leagă Bruxelles de frontiera dintre Belgia și Franța la nivelul Aubange și Mont-Saint-Martin.

### Construcție
Prima porțiune a fost realizată în același timp cu finalizarea autostrăzii A4 spre sudul provinciei Luxemburg și reședința sa, Arlon, apoi cu conexiunea cu Marele Ducat al Luxemburgului prin autostrada luxemburgheză A6 și postul de frontieră Sterpenich (Arlon).
Pe tronsonul E411, pe partea nordică, pilonii podului care trebuia să servească drept nod rutier la nivelul Autelbas au fost construiți în 1974 de-a lungul A4, a cărei bandă centrală este special mai lată pentru a găzdui o a treia bandă în acel loc. Pe partea sudică, prima porțiune a A28 a fost inaugurată în 1976 între postul de frontieră franco-belgian la nivelul Aubange și conexiunea sa cu naționala 81 la nivelul Longeau, imediat după construirea variantei de ocolire a Messancy pe patru benzi, inaugurată în 1971. Aceasta a necesitat străpungerea colinei care separă localitățile Athus și Aubange. Au fost construite două poduri pentru a o traversa: unul pentru naționala 88 și celălalt pentru linia de cale ferată 162. De asemenea, construcția A28 a dus la demolarea mai multor case și la întreruperea a trei străzi: prelungirea străzii Farbich, cea a străzii Rougefontaine și cea a străzii Van Brabant între Aubange, Athus și Longeau.
A28 trece, de asemenea, peste pârâul Brüll, nu departe de frontiera franceză.
Un post de frontieră a fost construit la conexiunea cu RN52 începând din aprilie 1977 pentru a găzdui serviciile vamale belgiene și franceze, așa cum amintește o placă comemorativă încă prezentă între cele două benzi. A fost construită și o zonă de odihnă și de servicii autostradale, care găzduiește un hotel ce a preluat numele Polului European de Dezvoltare, un spațiu economic și industrial organizat în jurul triplului punct de frontieră Belgia-Franța-Luxemburg, situat la câteva zeci de metri distanță.

## A28 în prezent
Autostrada A28 a avut 3x3 benzi între ieșirea nr. 3 „Athus” spre viitorul nod rutier Longeau, până la începutul anilor 2000, când a fost redusă la 2x2 benzi, ca pe tot tronsonul său, cu excepția porțiunii benzii de accelerare de la ieșirea nr. 3 spre Arlon.
În septembrie 2013, clădirile vamii care ocupau cele 3x3 benzi de circulație au fost demolate. Nu mai erau ocupate de mai mulți ani, utilizarea lor devenind depășită de acordul de la Schengen intrat în vigoare pe 26 martie 1995. Astăzi mai există doar birourile situate de o parte și de alta a autostrăzii, în zona transfrontalieră, care sunt și ele abandonate.

## Traseu
| Descrierea traseului | |          |
| N81 E411             | |          |
| A28 E411             | |          |
| 3 - Athus            | Orașe deservite: Pétange, Athus, Aubange.                                                                | N88      |
| 4 - Aubange          | Orașe deservite: Luxemburg, Pétange, Rodange, Aubange, Zona Industrială Aubange, Zona Industrială P.E.D. | N804 E44 |
| A28 E44 E411         | |          |
| A28 E44 E411         | |          |
|                      | Frontiera dintre Belgia și Franța.                                                                       |          |
| N52 E44 E411         | |          |